# Герб лена Вестерботтен
Герб лена Вестерботтен (швед. Västerbottens läns vapen) — герб современного административно-территориального образования лена Вестерботтен, Швеция.

## История
Герб лена Вестерботтен утверждён в 1949 году.

## Описание (блазон)
Щит пересечён и полурассечён, в первом усыпанном золотыми шестилучевыми звёздами лазоревом поле бежит серебряный северный олень с червлёными рогами и копытами, во втором серебряном — червлёный дикарь с зелёными берёзовыми венками на голове и бёдрах держит правой рукой опёртую на плечо золотую дубину, в третьем лазоревом — три серебряных лосося с червлёными плавниками и хвостами, друг над другом, средний повернут влево, два других — вправо.

## Содержание
В гербе лена Вестерботтен объединены символы исторических провинций Вестерботтен, Лаппланд и Онгерманланд.
Герб лена может использоваться органами власти увенчанный королевской короной.

Герб Вестерботтена
Герб Лаппланда
Герб Онгерманланда
Герб лена с королевской короной